# Cornplanter
John O'Bail (né vers 1740 et mort en 1836), connu en seneca sous les noms de Kaiiontwa'kon (Kaintwakon) ou Gaiänt'wakê (Gyantwachia, « le planteur ») et ainsi connu sous le nom de Cornplanter, est un chef de guerre de la tribu amérindienne des Sénécas.

## Biographie
Né vers 1740 à Canawaugus, dans ce qui est de nos jours l'État de New York, Cornplanter est le fils d'une mère sénéca et d'un père hollandais, marchand de fourrures. Son demi-frère Handsome Lake, était un chef religieux sénéca de la nation iroquoise et son neveu, le gouverneur Blacksnake, était un chef de guerre sénéca.
En 1763, il participe à la rébellion de Pontiac contre les Britanniques. Il conduit ses guerriers sénécas en embuscades contre les forces anglaises notamment lors de la bataille du Trou du Diable le long des gorges du Niagara dans lesquelles coule la rivière Niagara.
Pendant la guerre d'indépendance des États-Unis, Cornplanter a hésité sur la conduite à tenir vis-à-vis des Blancs. Il pensait que les Iroquois devaient rester en dehors de ces conflits. Lui et son oncle souhaitaient que les Iroquois restent neutres, comme le leur avaient demandé les Américains et les Britanniques. Mais bientôt, l'un et l'autre des belligérants offrirent des compensations aux Iroquois en échange de leur participation. La Nation iroquoise se réunit en grand conseil pour prendre une décision en juillet 1777. La majorité de la population se déclare en faveur des Britanniques, tandis que Cornplanter et son oncle rejoignent les forces loyalistes américaines.
Après le massacre de la Wyoming Valley en 1778, Cornplanter participe aux côtés des Américains à des batailles qui aboutissent à la défaite des Britanniques. Mais après ces victoires, le général George Washington donne l'ordre au major John Sullivan d'envahir les six Nations iroquoises. Les villages furent systématiquement détruits et les populations affamées malgré les efforts de Cornplanter pour intercéder en faveur des Iroquois.
Après le désastre de l'expédition Sullivan pour les Iroquois, qui se conclut aussi par une défaite britannique, Cornplanter adopte une position modérée, tentant de renouer des liens diplomatiques entre les différentes tribus indigènes (iroquois, sénécas) et les Américains, ce qui aboutit à un traité signé à la fois par les présidents Washington et Jefferson : le traité de Fort Stanwix, 1784.
Cornplanter invite des quakers à venir s’installer dans son village pour y entreprendre l'éducation des enfants et ouvrir des écoles.
Pendant la guerre anglo-américaine de 1812, Cornplanter se range de nouveau aux côtés des Américains. Mais par la suite, il est très déçu par l'attitude des Américains. Il s'efforce de lutter contre l'alcoolisme et le désespoir qui s’installe parmi les tribus indigènes, en vain. Finalement, il brûle son uniforme militaire et ses médailles, ferme les écoles tout en gardant les quakers dans son village.
Il meurt en 1836 dans le comté de Warren, en Pennsylvanie. Malgré sa demande d'être enterré anonymement, un monument est construit en sa mémoire sur sa tombe.